# Parafia św. Józefa Oblubieńca Najświętszej Maryi Panny w Warszawie (Ursus)
Parafia św. Józefa Oblubieńca Najświętszej Marii Panny w Warszawie – parafia rzymskokatolicka należąca do dekanatu ursuskiego, archidiecezji warszawskiej, metropolii warszawskiej Kościoła katolickiego, w Warszawie.

## Historia
Parafia została erygowana 28 maja 1942 roku przez arcybiskupa Stanisława Galla. Obecny kościół parafialny pod wezwaniem św. Józefa Oblubieńca NMP został wzniesiony na miejscu wcześniejszego, drewnianego kościoła.
Przed wojną ówczesne Czechowice (obecnie Ursus) liczyły 1200 mieszkańców i należały do parafii Piastów. Jednak szybka rozbudowa fabryki spowodował wzrost liczby mieszkańców. 
W 1939 r. odprawiono pierwszą mszę świętą na terenie Czechowic. Kiedy Niemcy zajęli szkołę, mszę odprawiano w prywatnym domu przy ul. Malinowej.
W dniu 28 maja 1942 r. abp Stanisław Gall powołał w Czechowicach parafię pw. św. Józefa Oblubieńca Najświętszej Maryi Panny.
Władysław Godurkiewicz, wójt gminy Skorosze rozpoczął starania o budowę drewnianego kościoła, gdy okazało się, że kaplica jest mała.
W latach 1946–1952 na tyłach kościoła wzniesiono i rozbudowano dom parafialny. W latach 1981–1982 powstał nowy dom parafialny.

### Kościół parafialny
W 3 czerwca 1978 r. kard. Stefan Wyszyński poświęcił kamień węgielny pod budowę nowego kościoła. 14 grudnia 1980 r. nowo wybudowaną świątynia poświęcił bp Bronisław Dąbrowski, a konsekrował ją kard. Józef Glemp w 1992 r. Nowa murowana świątynia wykonana według projektu architektów Wojciecha Kowalczyka i Andrzeja Ustjana swoim kształtem przypomina rozpięty baldachim.

### Cmentarz
Na terenie parafii znajduje się cmentarz parafialny.